# Ben Daoud
Ben Daoud est une commune de la wilaya de Bordj-Bou-Arreridj en Algérie.

## Histoire
La population de Ben Daoud est issu des tribus hilalienne Ouled Thaïr et Ouled Trif. Selon certains généalogistes, les Ouled Thaïr sont une fraction des Ouled Trif.[réf. nécessaire]